# الكسندر غريم
الكسندر غريم (بالألمانية: Alexander Grimm)‏ هو راكب الكنو ألماني، ولد في 6 سبتمبر 1986 في آوغسبورغ في ألمانيا.

## وصلات خارجية
- الكسندر غريم على موقع الاتحاد الدولي للكانو (الإنجليزية)
- الكسندر غريم على موقع اللجنة الأولمبية الدولية (الإنجليزية)
- الكسندر غريم على موقع أوليمبيديا (الإنجليزية)
- الكسندر غريم على موقع اللجنة الأولمبية الألمانية (الألمانية)